# IC 4509
IC 4509 ist eine Spiralgalaxie vom Hubble-Typ Sb im Sternbild Bärenhüter am Nordsternhimmel. Sie ist schätzungsweise 132 Millionen Lichtjahre von der Milchstraße entfernt.
Das Objekt wurde am 25. Juli 1895 von Stéphane Javelle entdeckt.